# Cautes e Cautopates

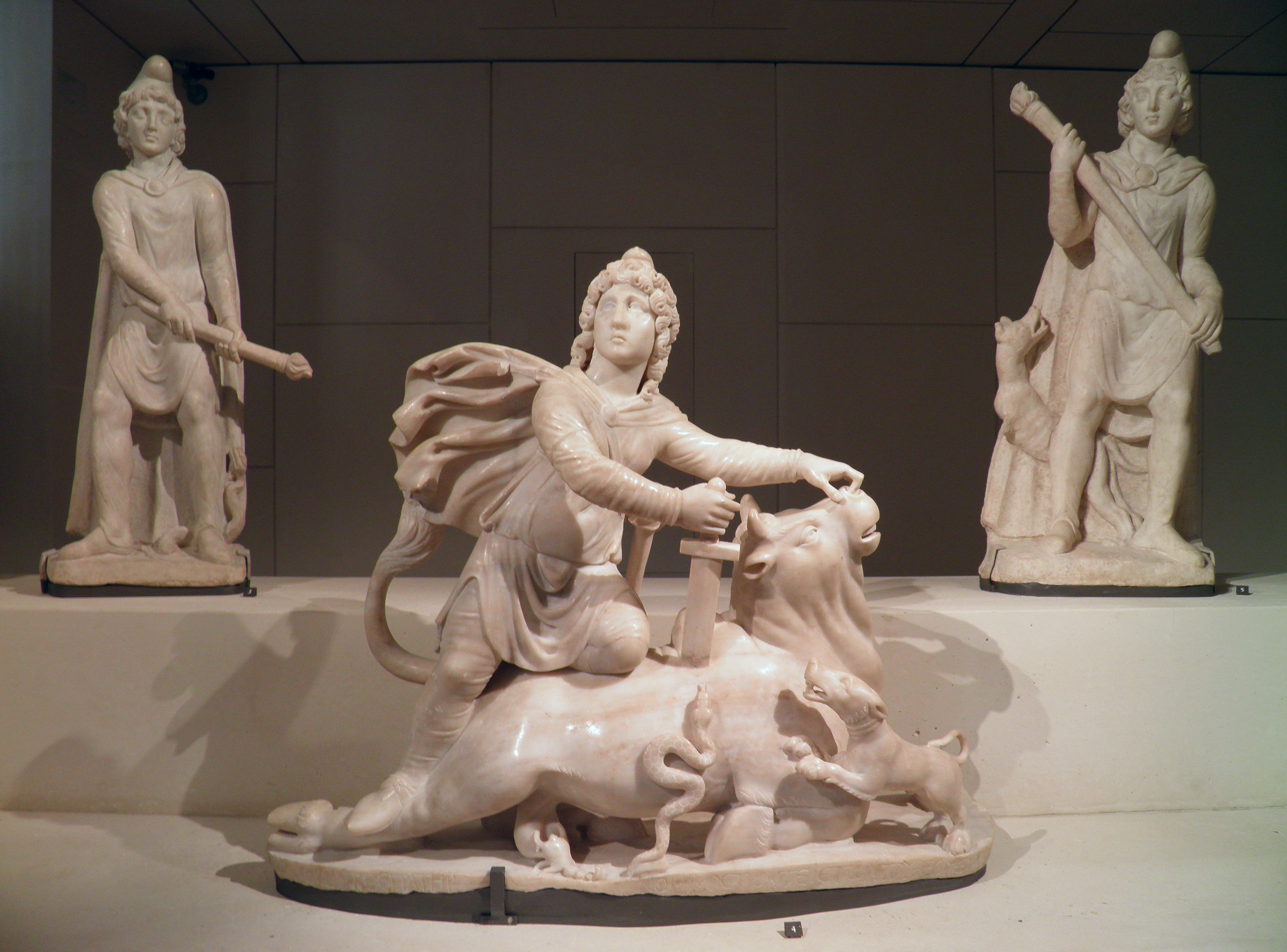
Grupo escultório representando, da esquerda para a direita, Cautopates, Mitras sacrificando um touro e Cautes.
Descoberta no Mitreu de Sídon e atualmente no Louvre, em Paris.

Cautes e Cautopates são os dois tocheiros ou luminários frequentemente representados ladeando o deus Mitras nas imagens romanas antigas mitraicas conhecidas como "tauroctonia", o sacrifício ritual de um touro. Cautes aponta sua tocha acesa para cima enquanto Cautopates aponta a sua, também acesa, para baixo.

## Interpretação
Na iconografia mitraica, Mitras representa o sol propriamente dito ou uma divindade próxima do deus Hélio ou de Sol Invicto ("sol invencível"), com que Mitras está jantando. Os servos Cautes e Cautopates supostamente representariam ou o nascer e o pôr-do-sol respectivamente ou, talvez, os equinócios da primavera e do outono ou ainda os nodos orbitais ascendente (primavera) e descendente (outono) na esfera celeste. Outra interpretação possível é que Cautopates seria a morte e Cautes, uma nova vida.

## Representações artísticas

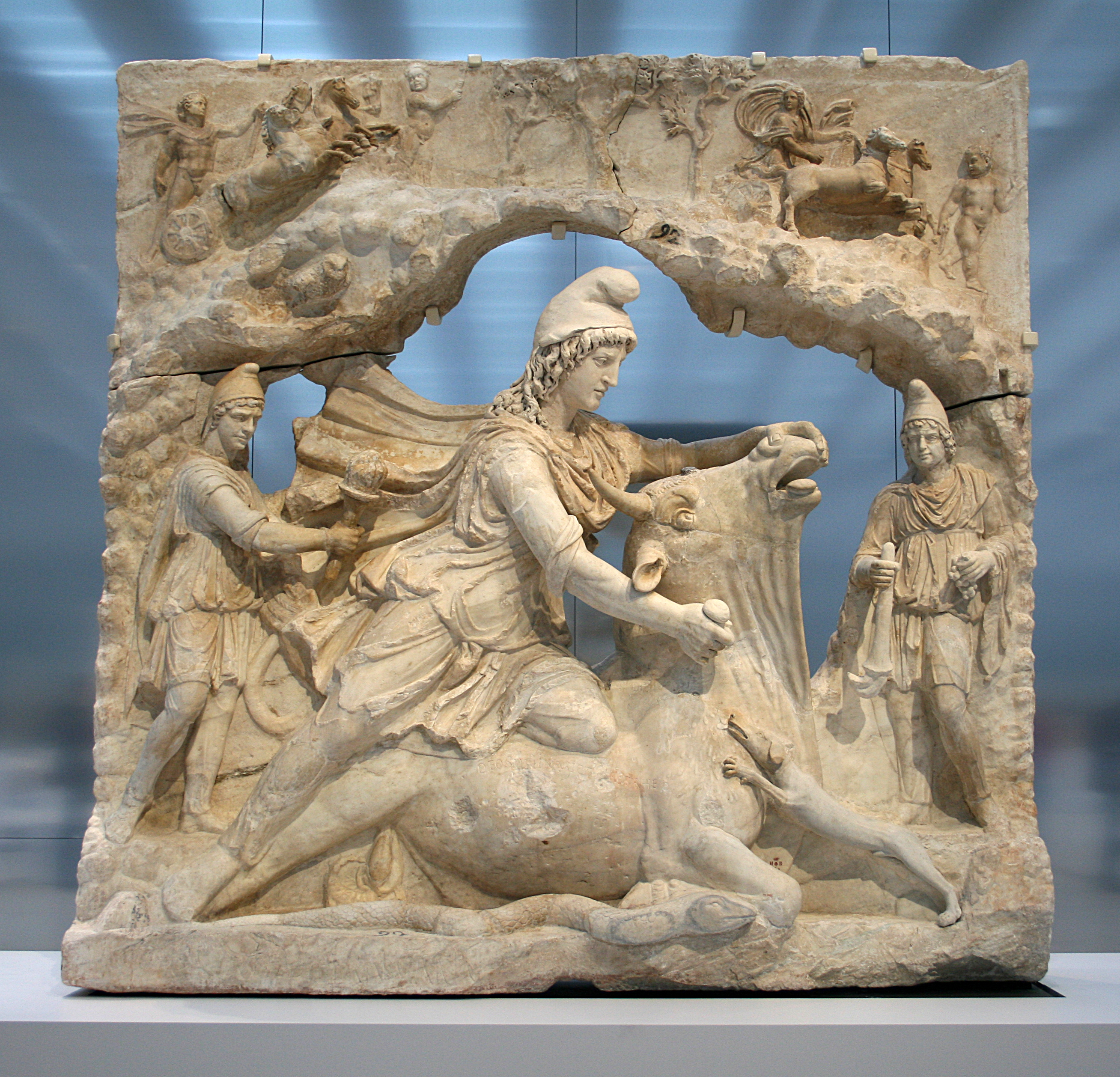
Relevo em mármore de uma cena de tauroctonia mitraica do Capitólio, Roma, Itália, da figura do culto romano de Mitra sacrificando um touro

Ambos são representados em escala menor que Mitras para enfatizar a importância do deus e ambos usam vestes persas, principalmente barrete frígio, enfatizando as supostas origens orientais do culto.
Cautes segura uma tocha acesa apontada para cima enquanto Cautopates segura outra, também acesa, mas apontada para baixo. Cautopates geralmente aparece à esquerda, mas nem sempre. Existem vários exemplares onde ambos estão com as pernas cruzadas, mas também não é uma obrigatoriedade.